# 慶長
慶長是一個日本年號，接在文禄之後，元和之前。即公元1596年到1615年為止之間。這時代的天皇是後陽成天皇、後水尾天皇  。天下人是時任太閤的豐臣秀吉與後繼的幼子豐臣秀賴。江戶幕府的將軍是德川家康、德川秀忠。

## 改元
- 文禄五年十月二十七日（公曆1596年12月16日），災難、異象頻生，故此改元。
- 慶長二十年七月十三日（公曆1615年9月5日），改元作元和。

## 重大事件

關原之戰屏風

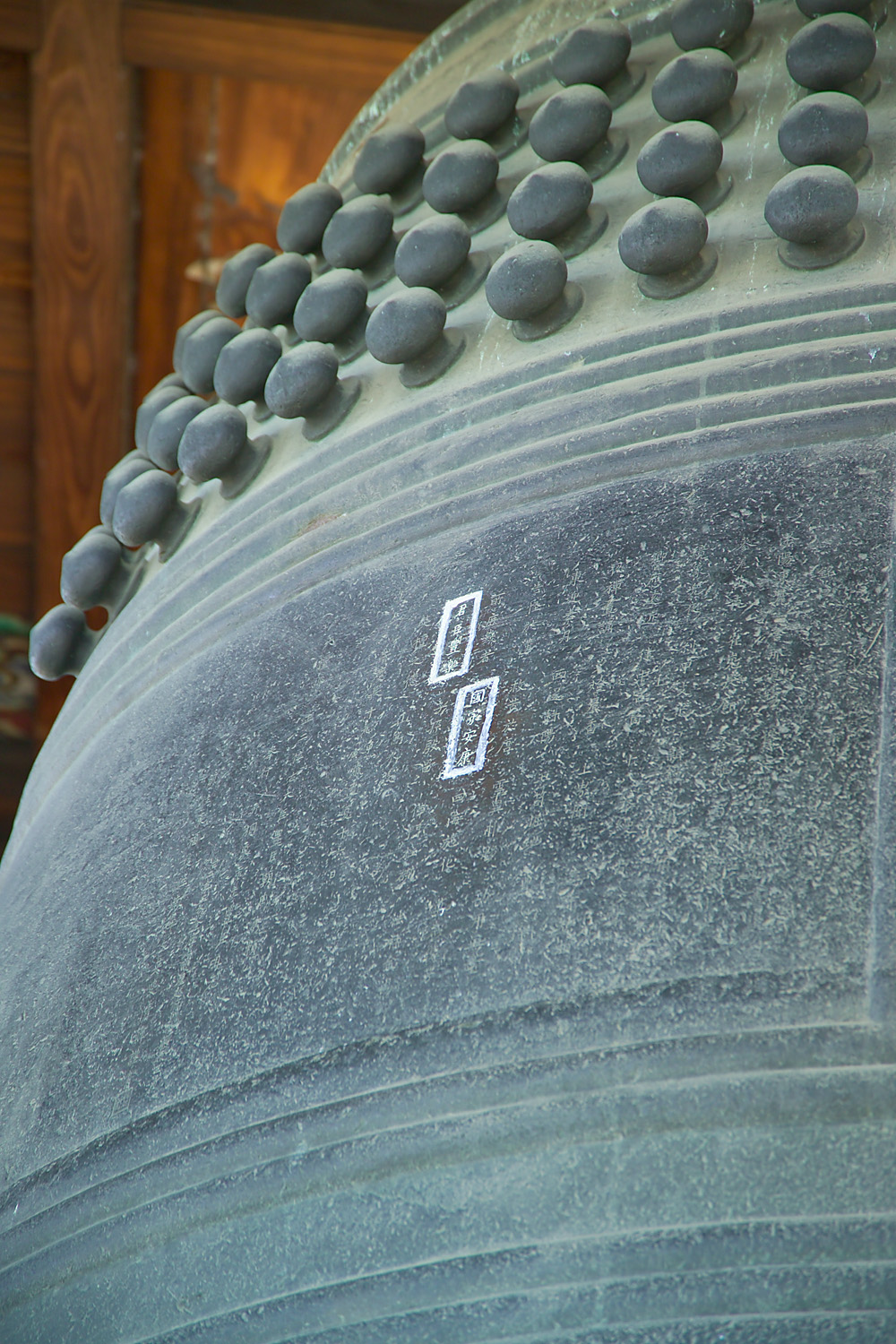
方廣寺銘鐘

- 元年

12月17日（1597年2月3日）：豐臣秀吉兒子豐臣秀賴元服。
12月19日（1597年2月5日）：日本二十六聖人在長崎被豐臣秀吉下令處刑而殉教。
- 2年

1月14日（3月1日）：豐臣秀吉第二次遠征朝鮮，慶長之役開始。
8月29日（10月9日）：足利義昭在大坂城逝世，享壽61歲。
- 3年

8月18日（9月18日）：豐臣秀吉在伏見城病逝。
- 5年

6月16日（7月17日）：德川家康遠征會津，家康在該天由大坂城出發。
9月15日（10月21日）：東西兩軍在關原附近集中，展開了關原之戰，德川家康率領的東軍在一天內取得勝利。
- 6年

5月：在京都伏見開設銀座。
- 7年

12月4日（1603年1月15日）：重建中的方廣寺遭大火燒毀。
- 8年

2月12日（3月24日）：德川家康就任征夷大將軍，創立江戶幕府。
4月22日（6月1日）：豐臣秀賴就任內大臣。
- 9年

12月16日（1605年2月3日）：慶長大地震，並出現海嘯，死傷過萬。
- 10年

4月16日（5月14日）：德川秀忠就任將軍。
不明：日本開始製作第一張日本地圖，在1639年（寬永十六年）完成，比例是1:280000。
- 11年

不明：日本各大名開始著手增建江戶城。
- 14年

4月5日（5月8日）：琉球首里城開城，向薩摩藩投降（慶長琉球之役）。
2月：有馬晴信與由澳門出發的葡萄牙朱印船爆發小衝突，有馬一方殺害船上六十名水手，開始了岡本大八事件序幕。
- 16年

3月27日（5月8日）：後陽成天皇將皇位讓給政仁親王（後水尾天皇）。
- 18年

1月19日（2月27日）：大久保忠鄰因大久保長安事件影響而受處分。
9月15日（11月6日）：伊達政宗家臣支倉常長率領使節經墨西哥前往羅馬。
- 19年

7月26日（8月31日）：方廣寺鐘銘事件。
11月15日（12月15日）：大坂冬之陣開始。經歷一個月的戰爭，達成和議。
- 20年

4月26日（5月24日）：大坂夏之陣開始
5月8日（6月4日）：大坂夏之陣結束，豐臣秀賴自盡身亡 ，豐臣氏滅亡。
閏6月13日（8月7日）：頒發一國一城令。
7月7日（8月30日）：制定武家諸法度。

## 出生人物
- 2年

10月30日（12月9日）：松平信綱，江戶時代大名、老中。
- 4年

5月2日（6月24日）：近衛信尋，後陽成天皇第四皇子。
- 5年

11月28日（1601年1月2日）：德川義直，尾張德川家初代當主。
- 7年

5月：鷹司孝子：德川家光正室。
- 8年

8月10日（9月15日）：德川賴房，德川家康八男，水戶藩藩主。
- 9年

7月17日（8月12日）：德川家光，第三代幕府將軍。
- 10年

不明：榊原忠次江戶時代大名、宿老。
不明：由井正雪江戶時代軍事學者，慶安事件主謀者。
- 13年

3月7日（4月21日）：中江藤樹，陽明學者。
12月11日（1610年1月5日）：堀田正盛，江戶時代大名。
不明：豐臣國松，豐臣秀賴私生子。
- 16年

5月7日（6月17日）：保科正之，德川秀忠四男，會津藩藩主。
- 19年

不明：本多政勝，郡山藩藩主。

## 逝世人物

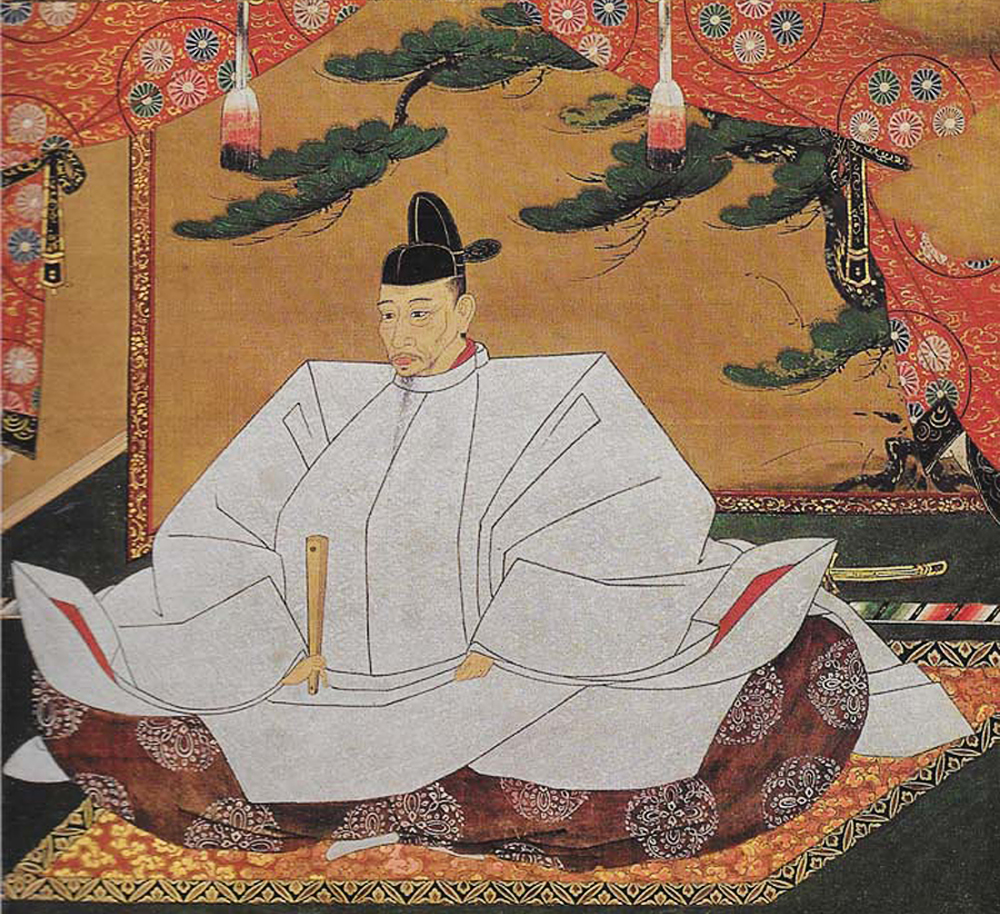
豐臣秀吉

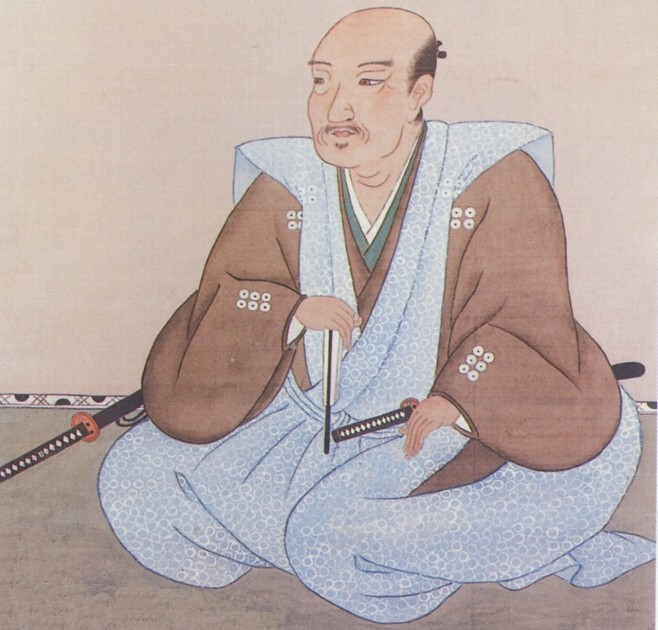
真田信繁

- 元年
- 10月28日（12月17日）：酒井忠次，德川四天王之一。

- 2年

6月12日（7月26日）：小早川隆景，五大老之一。
8月28日（10月9日）：足利義昭，室町幕府將軍。
- 3年

8月18日（9月18日）：豐臣秀吉，關白、太政大臣。
- 4年

閏3月3日（4月27日）：前田利家、戰國時代武將，五大老之一。
5月19日（6月22日）：長宗我部元親，戰國時代土佐國大名
10月5日（11月22日）：南部信直，戰國大名
- 5年

8月1日（9月8日）：鳥居元忠，戰國時候武將，德川家家臣。
9月15日（10月21日）：大谷吉繼戰國時代大名。
9月15日（10月21日）：島左近，戰國時代武將，石田三成部下，另有戰爭生存的說法。
10月1日（11月6日）：石田三成，戰國時代武將，關原之戰西軍指揮官。
10月1日（11月6日）：小西行長，戰國時代武將及大名。
10月1日（11月6日）：安國寺惠瓊，戰國時代武將，毛利氏家臣。
- 7年

2月1日（3月24日）：井伊直政，戰國大名，德川四天王之一。
5月20日（6月17日）：前田玄以，五奉行之一。
8月28日（9月21日）：於大之方，德川家康生母。
10月18日（12月7日）：小早川秀秋，安土桃山時代大名，岡山藩藩主。
- 9年

3月20日（4月19日）：黑田孝高，戰國時候豐臣秀吉重臣。
- 10年

5月8日（6月24日）：織田秀信，歧阜城城主，織田信長嫡孫。
9月20日（11月1日）：山內一豐，戰國大名、武將，土佐藩藩主。
11年
5月14日（6月19日）：榊原康政，戰國時代武將，德川四天王之一。
- 12年

3月2日（3月29日）：津輕為信，戰國時代武將大名，弘前藩藩主。
3月5日（4月1日）：松平忠吉，德川家康四男。
4月8日（5月3日）：結城秀康，江戶時代大名，德川家康次男。
10月2日（11月20日）：龍造寺政家，龍造寺氏宗家最後當主。
- 13年

8月12日（9月20日）：金森長近，戰國時代大名，飛驒高山藩藩主。
- 14年

5月3日（6月4日）：京極高次，戰國時代武將。
5月11日（6月12日）：中村一忠，江戶時代初期大名。
- 15年

2月24日（3月19日）：長谷川等伯，江戶時代畫家。
3月18日（5月11日）：生駒一正，戰國時代武將大名。
8月20日（10月6日）：細川幽齋，戰國時代武將、歌人。
10月18日（12月3日）：本多忠勝，戰國時代武將、大名，德川四天王之一。
- 16年

1月21日（3月5日）：島津義久，薩摩國大名。
4月7日（5月19日）：淺野長政，戰國大名，五奉行之一。
6月4日（7月13日）：真田昌幸，日本戰國武將。
6月24日（8月2日）：加藤清正，日本戰國武將大名。
- 17年

5月8日（6月7日）：近衛前久，室町時代公家。
7月9日（8月5日）：濃姬，織田信長正室。
- 18年

1月25日（3月10日）：池田輝政安土桃山時代至江戶時代初期大名。
4月25日（6月13日）：大久保長安，德川家家臣，能樂師。
8月25日（10月9日）：淺野幸長，江戶時代紀州藩藩主。
- 19年

1月18日（2月26日）：最上義光，戰國大名，山形藩藩主。
5月20日（6月27日）：前田利長，加賀藩初代藩主。
- 20年

1月8日（3月5日）：高山右近，日本戰國大名，死於菲律賓呂宋。
5月7日（6月3日）：真田信繁（幸村）、江戶時代武將。
5月7日（6月3日）：本多忠朝、江戶初期大名、本多忠勝次男。
5月7日（6月3日）：小笠原秀政、江戶時代初期大名。
5月8日（6月4日）：豐臣秀賴，豐臣秀吉之子，大坂藩藩主。
5月8日（6月4日）：大野治長，豐臣秀賴家臣。
5月8日（6月4日）：毛利勝永，豐臣秀賴家臣。
5月28日（6月24日）：片桐且元，戰國時代武將，賤岳七本槍之一，江戶時代初期大名，龍田藩藩主。

## 典故出處
出自《毛詩注疏》的「文王功德深厚，故福慶延長也」之句。

## 年號對照表
| 慶長 | 元年   | 2年    | 3年    | 4年    | 5年    | 6年    | 7年    | 8年    | 9年    | 10年   |
| ---- | ------ | ------ | ------ | ------ | ------ | ------ | ------ | ------ | ------ | ------ |
| 西元 | 1596年 | 1597年 | 1598年 | 1599年 | 1600年 | 1601年 | 1602年 | 1603年 | 1604年 | 1605年 |
| 干支 | 丙申   | 丁酉   | 戊戌   | 己亥   | 庚子   | 辛丑   | 壬寅   | 癸卯   | 甲辰   | 乙巳   |
| 慶長 | 11年   | 12年   | 13年   | 14年   | 15年   | 16年   | 17年   | 18年   | 19年   | 20年   |
| 西元 | 1606年 | 1607年 | 1608年 | 1609年 | 1610年 | 1611年 | 1612年 | 1613年 | 1614年 | 1615年 |
| 干支 | 丙午   | 丁未   | 戊申   | 己酉   | 庚戌   | 辛亥   | 壬子   | 癸丑   | 甲寅   | 乙卯   |